# Українська ліга американського футболу
Українська ліга американського футболу (УЛАФ — ULAF) була заснована у 2015 році. До 2016 року організовувала альтернативний чемпіонат України з американського футболу в якому брали участь команди які не грали у вищій лізі Чемпіонату України з американського футболу який проводила ФАФУ. З 2016 року УЛАФ являється єдиним організатором чемпіонату України з американського футболу в Україні, яка складається з трьох ліг — Суперліга, Перша ліга, Друга ліга.

## 1-й сезон— УЛАФ-2015
- Перша ліга
  - 1. «Атланти» (Харків)
  - 2. «Вікінги» (Миколаїв) 
  - 3. «Акули» (Херсон)
  - «Азовські Дельфіни» (Маріуполь)
  - «Ведмеді» (Мелітополь)
  - «Козаки» (Запоріжжя)
  - «Тигри» (Харків)

## 2-й сезон— УЛАФ-2016
- Суперліга
  -  «Зубри» (Мінськ)  Білорусь
  -  «Бандити» (Київ)
  -  «Лісоруби» (Ужгород)

Українську лігу американського футболу (УЛАФ) — 2016 виграли білоруси — мінські «Зубри», які обіграли київських «Бандитів».
У суботу, 8 жовтня, «Зубри» виграли в Ужгороді фінальний матч у київських «Бандити» з рахунком 24:14 (0: 6; 7: 0; 7: 8; 10: 0). Гра була рівною до останньої чверті, коли білоруси спочатку забили філдгол, а потім занесли тачдаун.
Кращим гравцем матчу визнаний бігун мінських «Зубрів» Олександр Кривоніс.
Варто зазначити, що це був уже третій матч у сезоні-2016 року для цих команд. У рамках регулярного чемпіонату в Мінську мінські «Зубри» перемогли киян (18:16), потім «Бандити» відігралися в Києві (44:34).
Київських «Бандити» другий рік поспіль програють у фіналі і стають срібними призерами. Торішні чемпіони ужгородські «Лісоруби» стали бронзовими призерами, вигравши у київських «Бульдогів» з рахунком 42:14.
Українська ліга американського футболу складається з трьох дивізіонів. Дві кращі команди сильнішого дивізіону «A» — «Лісоруби» і «Зубри» — безпосередньо вийшли до півфіналів. «Бандити» і «Бульдоги», що посіли третє і четверте місце, повинні були грати стикові матчі з переможцями дивізіонів B (вінницькі «Вовки») і C (миколаївські «Вікінги»), з якими вони впоралися без проблем. У півфіналі «Бандити» виграли у «Лісорубів» з рахунком 36:28, а «Зубри» у «Бульдогів» з рахунком 47:13
Усього в УЛАФ грали 19 команд із Мінська, Києва, Ужгорода, Одеси, Харкова, Львова, Вінниці, Рівного, Хмельницького, Здолбунова, Дніпра, Миколаєва, Южного і Маріуполя.

## 3-й сезон— УЛАФ-2017
- Суперліга
  -  «Лісоруби» (Ужгород)
  -  «Бандити» (Київ)
  -  «Бульдоги» (Київ)

## 4-й сезон— УЛАФ-2018
- Суперліга
  -  «Патріоти» (Київ)
  -  «Леви» (Львів)

## 5-й сезон— УЛАФ-2019
- Суперліга
  -  «Київські Бандити»
  -  «Патріоти» (Київ)
  -  «Жеребці» (Київ)

## 6-й сезон— УЛАФ-2020
- Суперліга
  -  «Київські Бандити»
  -  «Атланти» (Харків)

## 7-й сезон— УЛАФ-2021
- Суперліга